# 1298
Високе Середньовіччя •  Реконкіста •  Ганза •  Монгольська імперія

## Геополітична ситуація
Андронік II Палеолог є імператором Візантійської імперії (до 1328). Королем Німеччини та Імператором Священної Римської імперії є Альбрехт I Габсбург (до 1308). У Франції править Філіп IV Красивий (до 1314).
Апеннінський півострів розділений: північ належить Священній Римській імперії, середню частину займає Папська область, південь належить Неаполітанському королівству. Деякі міста півночі: Венеція, Піза, Генуя тощо, мають статус міст-республік.
Майже весь Піренейський півострів займають християнські Кастилія (Леон, Астурія, Галісія), Наварра, Арагонське королівство (Арагон, Барселона) та Португалія, під владою маврів залишилися тільки землі на самому півдні. Едуард I Довгоногий є королем Англії (до 1307), Вацлав II — Богемії (до 1305), а королем Данії — Ерік VI (до 1319).
Руські землі перебувають під владою Золотої Орди. Король Русі Лев Данилович править у Києві та Галичі (до 1301), Андрій Олександрович Городецький — у Володимиро-Суздальському князівстві (до 1304). У Великопольщі править Вацлав II.
Монгольська імперія займає більшу частину Азії, але вона розділена на окремі улуси, що воюють між собою. У Китаї, зокрема, править монгольська династія Юань. У Єгипті владу утримують мамлюки. Мариніди правлять у Магрибі. Делійський султанат є наймогутнішою державою північної Індії, а на півдні Індії панують держава Хойсалів та держава Пандья. В Японії триває період Камакура.
Цивілізація мая переживає посткласичний період. Почала зароджуватися цивілізація ацтеків.

## Події

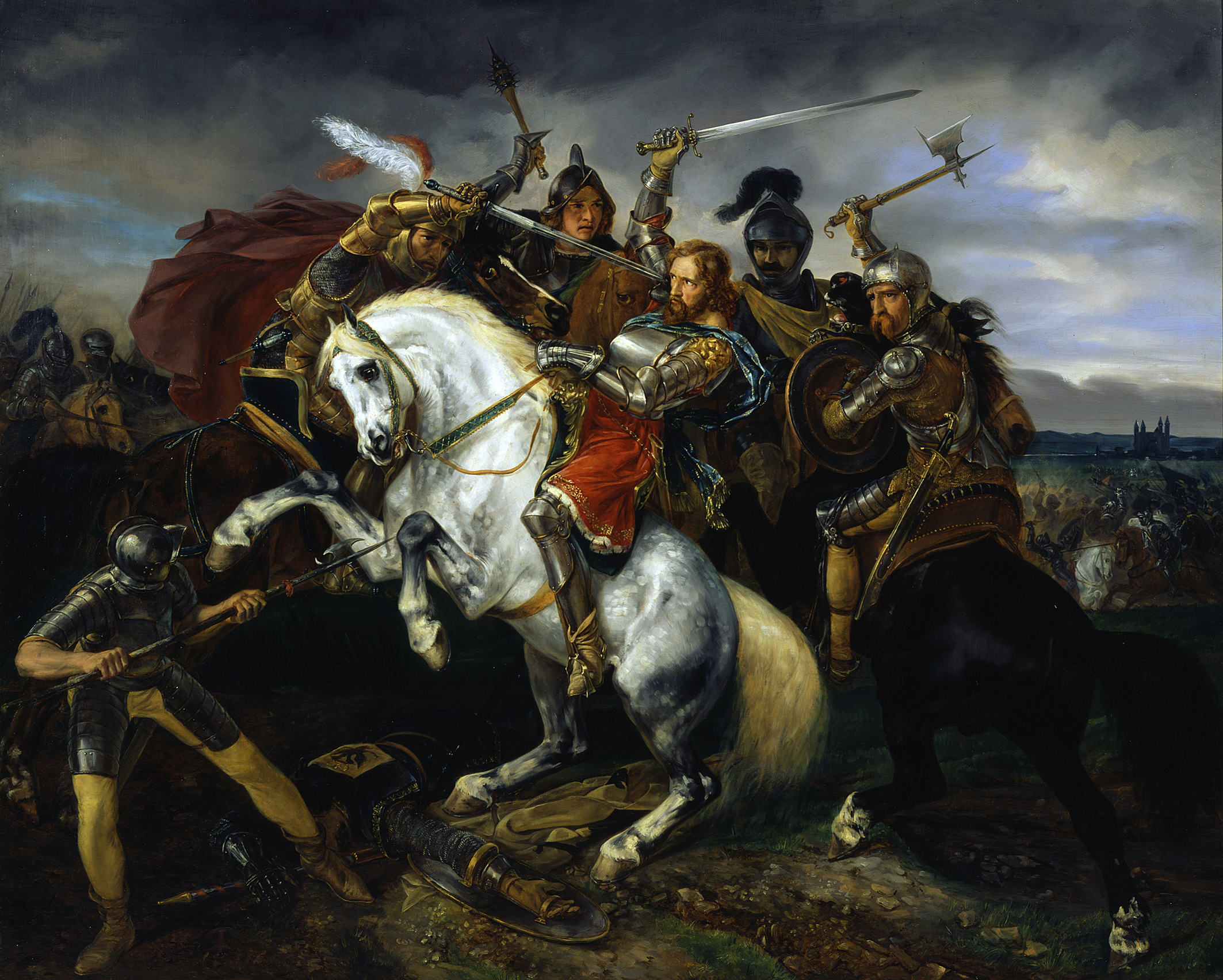
Смерть Адольфа з Ніссау

- Ризькі та литовські війська завдали поразки силам Лівонського ордену в битві біля Трейдена.
- Рада князів Німеччини в Майнці скинула з трону короля Адольфа з Нассау і обрала новим королем Альбрехта I Габсбурга. Альбрехт переміг і вбив Адольфа у битві під Геллгаймом.
- Англійський король Едуард I Довгоногий завдав поразки Вільяму Воллесу в битві біля Фолкерка і знову заволодів Шотландією.
- Генуезький флот завдав поразки венеційському в битві біля Курцоли. Марко Поло потрапив у полон.
- Збанкротував Сієнський банк Гран Тавола, яким заправляла родина Бонсиньйорі.
- Названо перших учителів церкви: Амвросія Медіоланського, Ієроніма Стридонського, Аврелія Августина та Григорія Великого.
- Рашид-ад-Дін Фазлуллах став візиром держави ільханів.
- Заснований попередник Московської держави Міщарський юрт.

## Померли
- Йолента Польська — великопольська княжна, донька Бели IV.